# Berlin-Neukölln
Neukölln ist der nördlichste und am dichtesten bebaute, namensgebende Ortsteil des Berliner Bezirks Neukölln, der weithin aus Gründerzeitvierteln besteht. Bis 1920 war Neukölln eine eigenständige Stadt, die bis 1912 den Namen Rixdorf trug. Gelegentlich wird der Ortsteil zur Unterscheidung vom Bezirk auch als Nord-Neukölln bezeichnet.
Das Gebiet nordöstlich des Hermannplatzes (Reuterkiez) gehört zum umgangssprachlichen so bezeichneten „Kreuzkölln“ (von Kreuzberg und Neukölln).

## Ortsteile und Stadtquartiere

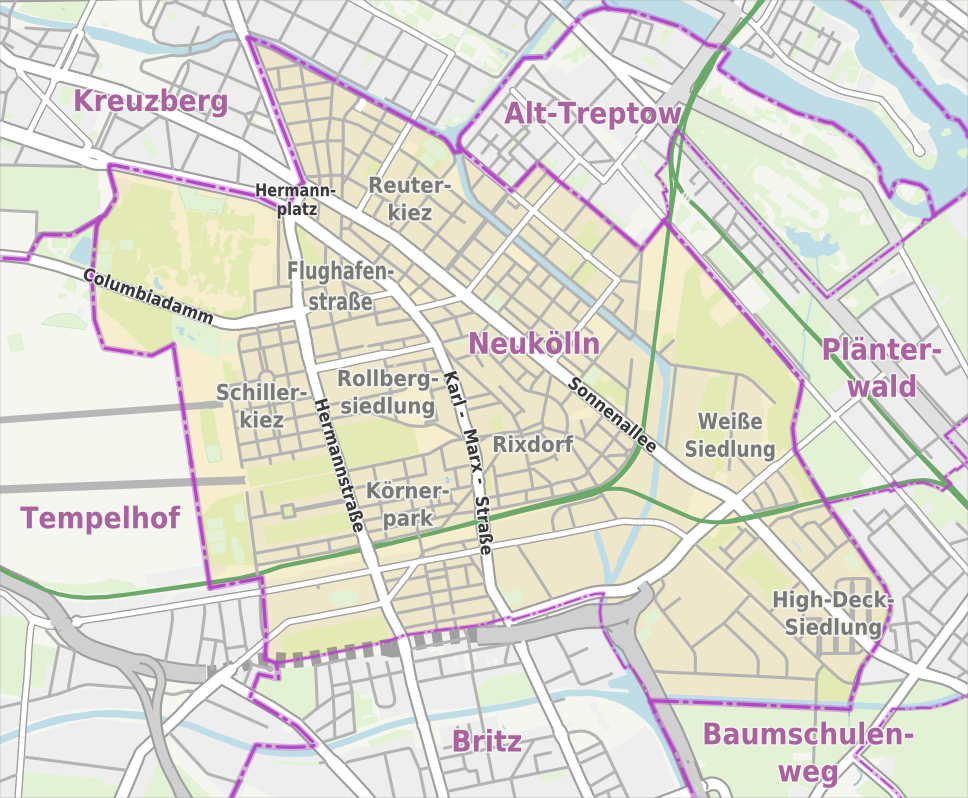
Übersichtskarte des Ortsteils Neukölln

Zum Ortsteil Neukölln gehören die Ortslagen Rixdorf (um den Richardplatz, damals Deutsch-Rixdorf genannt) und Böhmisch-Rixdorf (um die Kirchgasse).
Weitere Stadtquartiere oder Wohnviertel im Ortsteil sind:
- Rollbergsiedlung (an der Rollbergstraße)
- Reuterkiez
- High-Deck-Siedlung
- Dammwegsiedlung / Weiße Siedlung (Lage)
- Schillerkiez
- Körnerkiez
- Flughafenkiez (Lage)
- Donaukiez (Lage)
- Harzer Kiez (Lage)

## Geschichte

### Von der Ordenssiedlung im 13.Jahrhundert bis zum Dorf im Spätmittelalter

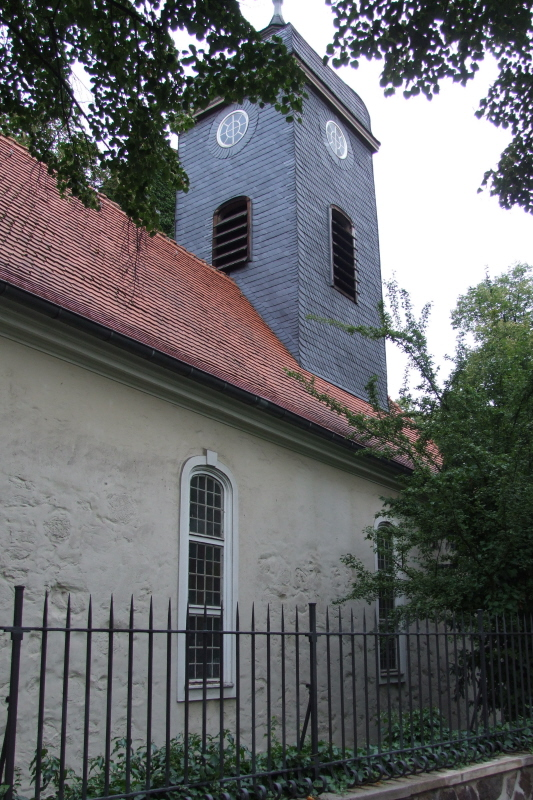
Bethlehemskirche in Deutsch-Rixdorf

Das ehemalige Rixdorf wurde um 1200 von den Tempelrittern gegründet, die in Tempelhof ansässig waren. Archäologische Spuren einer slawischen Vorbesiedlung sind bisher nicht gefunden worden. Durch Wüstwerdung wurde das Dorf in einen Wirtschaftshof der Tempelritter umgewandelt. 1318 wurden die Besitzungen der brandenburgischen Tempelritter dem Johanniterorden übertragen, weil der Templerorden 1312 aufgelöst worden war. Aus diesem Grund trägt das Wappen des Bezirks das Johanniterkreuz. Laut der in mittelniederdeutscher Sprache abgefassten Gründungsurkunde vom 26. Juni 1360 wurde der bis dato bestehende Hof Richarsdorp (Richarstorp/Richardstorff) in ein Dorf mit 25 Hufen umgewandelt. Diese seit 1945 verschollene Urkunde enthielt nicht nur die erste urkundliche Erwähnung von Rixdorf überhaupt, sondern war darüber hinaus die einzige vorhandene Dorfgründungsurkunde von Brandenburg. Dem Inhalt der Urkunde zufolge hatte Rixdorf Abgaben an den Pfarrer von Tempelhof zu leisten, kann also noch keine eigene Dorfkirche besessen haben. 1375 wurde das Dorf Rixdorf im Landbuch Karls IV. als Richardstorpp erwähnt, wiederum mit den bereits in der Gründungsurkunde erwähnten 25 Hufen, eine relativ geringe Anzahl (der Durchschnitt lag bei rund 50). Die Komture von Tempelhof besaßen jedoch nicht mehr alle Rechte. Der Ortskern befand sich am Richardplatz. 1435 verkauften die Johanniter alle ihre Dörfer (Tempelhof, Mariendorf, Marienfelde und Rixdorf) an die Städte Berlin und Kölln. Spätestens zu diesem Zeitpunkt hatte Rixdorf eine eigene Dorfkirche. Im Jahr 1525 wird das Dorf in Urkunden als Ricksdorf erwähnt.
Aus Richardsdorf und seinen drei niederdeutschen Schreibweisen Richarsdorp, Richarstorp, Richardstorff aus dem 14. Jahrhundert entwickelte sich im 15. Jahrhundert Reicherstorff, Richerstorp und Rigerstorp. Im nächsten Jahrhundert etablierten sich Reichstorff (1541), Richstorff oder Rigstorff (1542), während im 17. und 18. Jahrhundert die Bezeichnungen Rechsdorff, Risdorf, Riechsdorf, Riecksdorf, Ricksdorf gebräuchlich waren. Rixdorf wurde dann im 19. Jahrhundert mehr und mehr in den amtlichen Ortsverzeichnissen verankert und setzte sich als Ortsbezeichnung durch.

### Bevölkerungszuwächse durch Immigranten ab dem 18.Jahrhundert

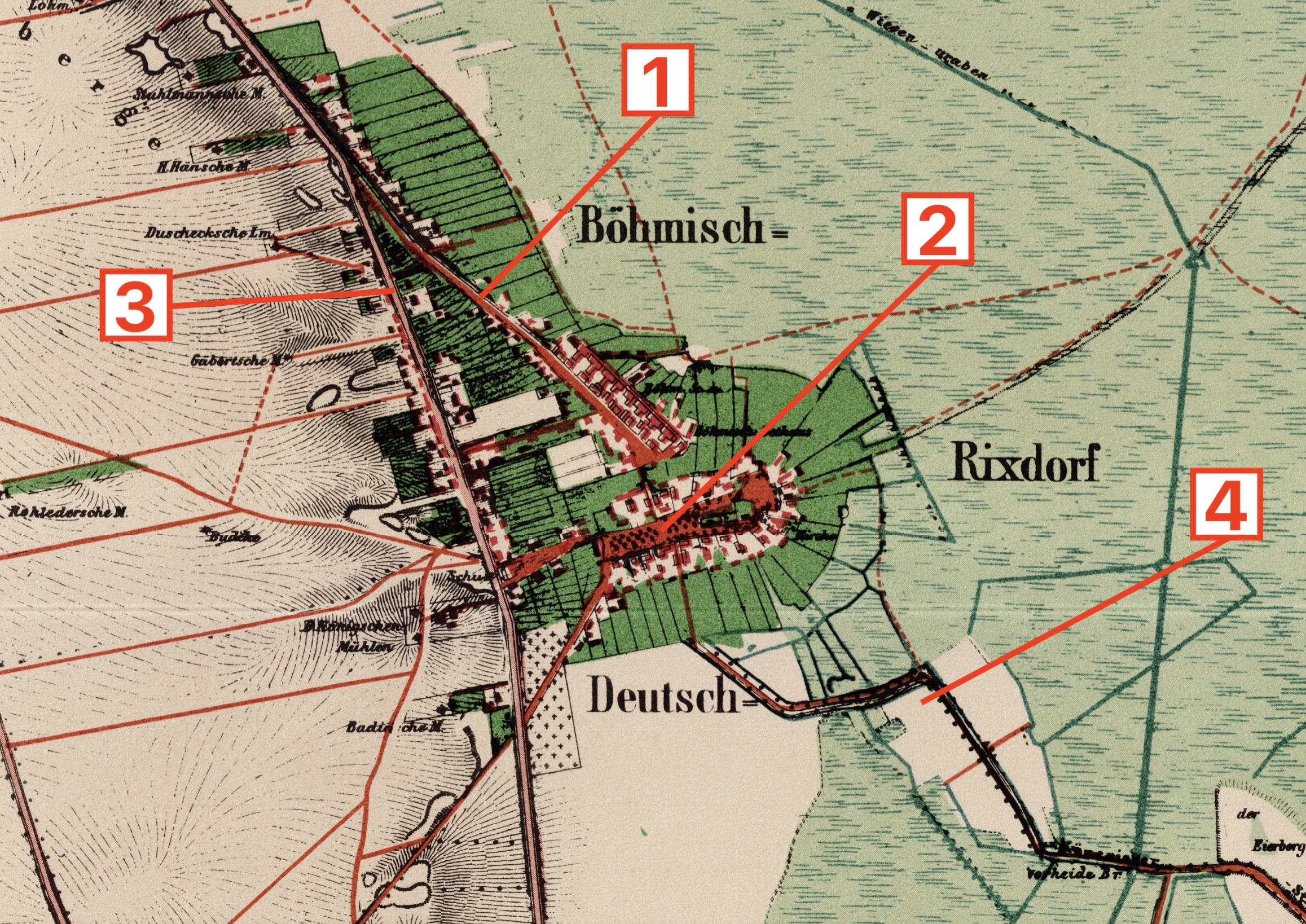
Böhmisch- und Deutsch-Rixdorf 1857:
[1] heutige Richardstraße,
[2] heutiger Richardplatz,
[3] heutige Karl-Marx-Straße

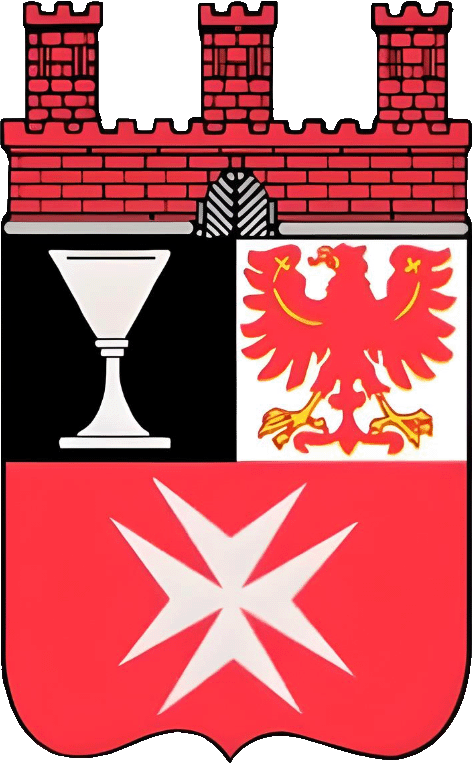
Rixdorfer Wappen

Im Jahr 1737 gestattete Friedrich Wilhelm I. die Ansiedlung böhmischer Exulanten in Ricksdorf, die wegen ihres evangelischen Glaubens vertrieben worden waren. Diese Anhänger der Herrnhuter Brüdergemeine bauten ihre eigene Kirche und siedelten in einem eigenen Bereich abseits des Dorfangers, entlang der heutigen Richardstraße. Das entstandene Böhmische Dorf erhielt schließlich im Jahr 1797 als Böhmisch-Rixdorf eine eigene Verwaltung. Der übrige Siedlungsteil wurde zu diesem Zeitpunkt (Deutsch-)Rixdorf genannt.
Die beiden selbstständigen Gemeinden Böhmisch-Rixdorf und Deutsch-Rixdorf wurden durch Erlass vom 11. Juli 1873 zur Gemeinde Rixdorf zusammengeschlossen. Die neue Gemeinde hatte bereits 8.000 Einwohner und wuchs im Folgejahr auf 15.000 Einwohner.

### Rixdorf erlangt Stadtrecht und erhält den Namen Neukölln
Am 1. Mai 1899 bildete das damals 80.000 Einwohner zählende Rixdorf, bis dahin als größtes Dorf Preußens zum Kreis Teltow gehörig, einen eigenen Stadtkreis und bekam die Stadtrechte. 1903 erhielt Rixdorf sein Wappen, mit dem Johanniterkreuz und dem Kelch (für die böhmischen Glaubensflüchtlinge). Die Umbenennung von Rixdorf zu Neukölln erfolgte mit Zustimmung von Kaiser Wilhelm II. an dessen 53. Geburtstag am 27. Januar 1912 und wurde von den Behörden deshalb beschlossen, weil Rixdorf mittlerweile für die Berliner zum Inbegriff frivoler Unterhaltung geworden war, der damalige – und zum Teil noch heute – populäre Gassenhauer In Rixdorf ist Musike bringt das zum Ausdruck. Das negative Erscheinungsbild für den Ort sollte mit dem Namen abgestreift werden. Der Name Neucölln leitet sich von den nördlich des alten Rixdorf gelegenen Neucöllner Siedlungen ab, die auf die Lage vor den südlichen Toren des alten Berlin-Cölln hinweisen (vgl. Neu-Kölln).

### 1920 Teil von Groß-Berlin

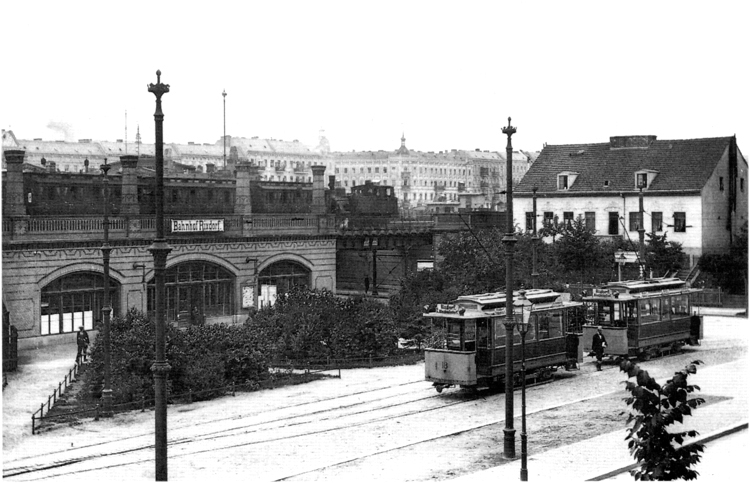
Bahnhof Rixdorf im Jahr 1901, seit 1912 Bahnhof Neukölln

Mit dem im Frühjahr 1920 vom Preußischen Landtag verabschiedeten Groß-Berlin-Gesetz (Gesetz über die Bildung einer neuen Stadtgemeinde Berlin) wurden zahlreiche Umlandorte am 1. Oktober 1920 zu Groß-Berlin vereinigt und der Stadtkreis Neukölln zusammen mit den Dörfern Britz, Rudow und Buckow zum 14. Verwaltungsbezirk. Mit der Gebietsreform 2001 im Rahmen der Berliner Verwaltungsreform wurde der Bezirk Neukölln zum 8. Verwaltungsbezirk Berlins.

### Nach dem Ende des Zweiten Weltkriegs bis zum Fall der Mauer

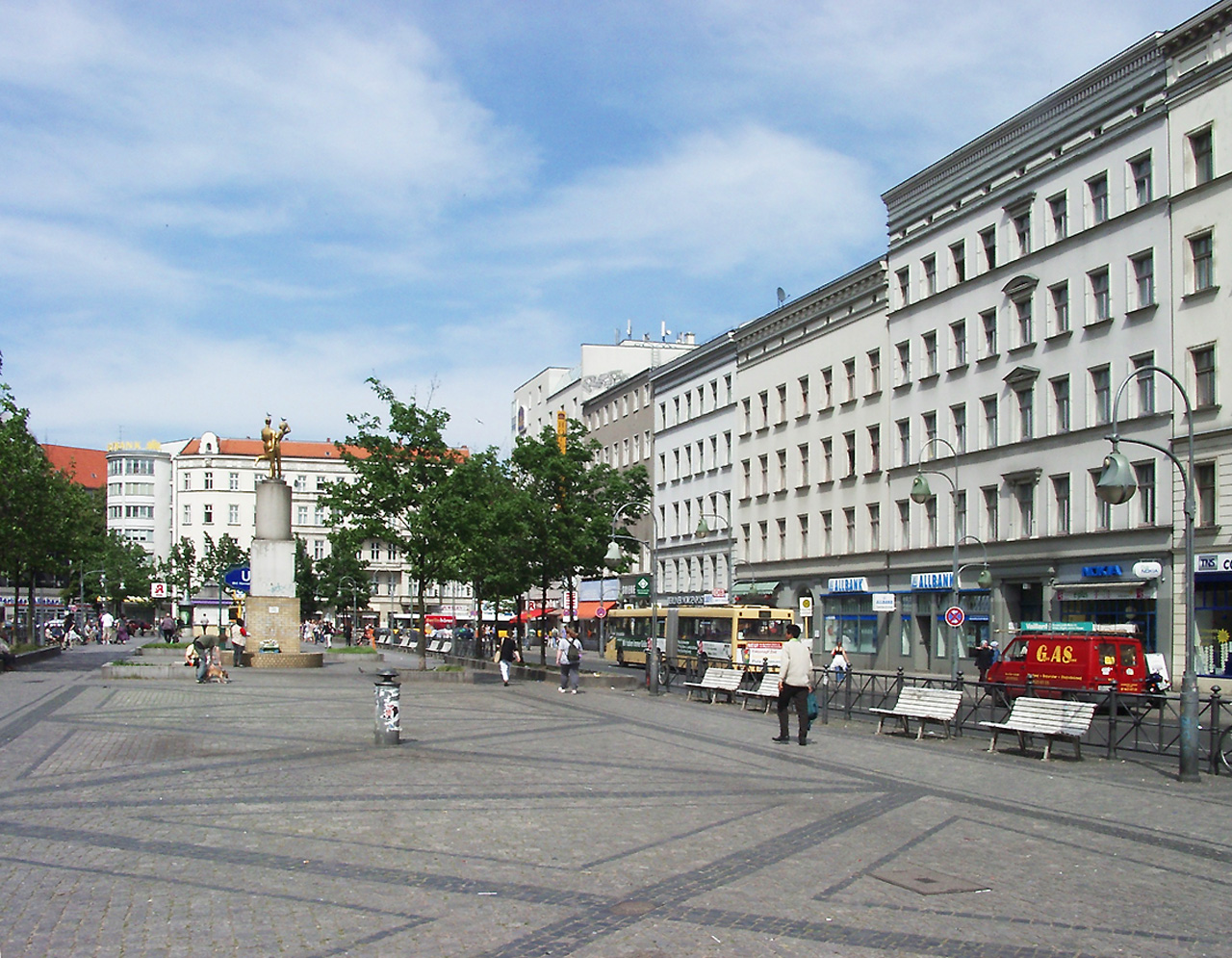
Hermannplatz

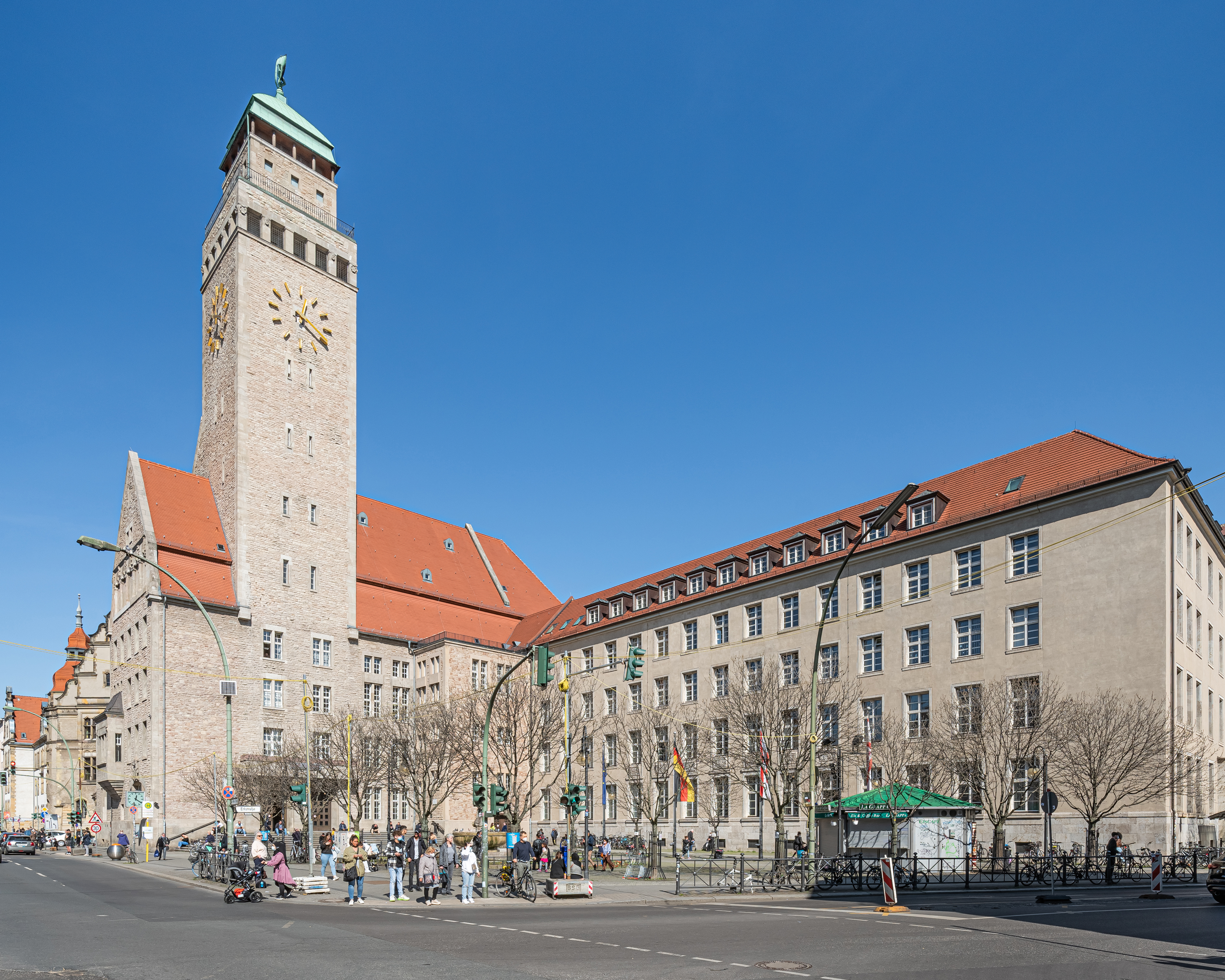
Rathaus Neukölln

Nach dem Zweiten Weltkrieg gehörte Neukölln zum Amerikanischen Sektor von Berlin und war bis 1990 ein Teil von West-Berlin. Die Berliner Mauer trennte es vom Nachbarbezirk Treptow, der zu Ost-Berlin gehörte. Ebenso wie andere traditionelle Arbeiterviertel Berlins wie Kreuzberg und Wedding/Gesundbrunnen, die entlang der Sektorengrenze lagen, wurde Neukölln nach dem Mauerbau im August 1961 für die bessergestellten Bevölkerungsgruppen zunehmend unattraktiv. Vor allem wegen der preisgünstigen Mietwohnungen wurde es zum bevorzugten Wohnort von Einwanderern und Personen mit Migrationshintergrund.

### Seit 1989
Nach dem Mauerfall endete die Isolation Neuköllns. Der Ortsteil wurde in den 1990er und 2000er Jahren als ‚Problemkiez‘ und sozialer Brennpunkt bekannt, zu den zunächst überwiegend aus der Türkei stammenden Gastarbeitern kamen später Menschen aus arabischen Ländern sowie Flüchtlinge. In den 2010er Jahren waren bereits ca. 15 % der Bewohner des Ortsteils türkischer und 10 % arabischer Herkunft. Mitte 2021 betrug der Anteil an Personen mit Migrationshintergrund knapp 50 %, die aus 155 verschiedenen Ländern stammen. Der ehemalige Bezirksbürgermeister Heinz Buschkowsky thematisierte die hohe Kriminalität (Beschaffungs- und andere Drogenkriminalität), Problemverhalten von Schulabbrechern, soziale Verwahrlosung sowie islamischen Fundamentalismus und ging im Rahmen der Bezirksverwaltung gegen diese Probleme vor. Werner Schiffauer führte die Probleme nicht auf die Ethnizitäten zurück, sondern auf die Asylgesetzgebung: „Die Familien sind zur Arbeitslosigkeit verurteilt, sie dürfen nicht arbeiten und sie dürfen nicht studieren, was zu den bekannten Problemen führt, die die Soziologie der Arbeitslosigkeit beschrieben hat, nämlich zu Depression, Perspektivlosigkeit, Verunsicherung in der geschlechtlichen Rollenverteilung, was sich nicht selten in innerfamilialer Gewalt entlädt.“ Parallel dazu wird seit den 2000er Jahren vor allem im Norden Neuköllns der Bezirk gentrifiziert. Zahlreiche Kneipen, kreative Läden, Cafés und Restaurants wurden eröffnet, machten Neukölln zu einem Szenekiez. Seit der Verwaltungsreform am 1. Januar 2001 bildet der Bezirk Neukölln den achten Berliner Bezirk (vorher den vierzehnten). Neukölln, Spandau und Reinickendorf blieben aufgrund ihrer Größe von mehr als 200.000 Einwohnern die einzigen ohne Zusammenlegung mit einem anderen Bezirk.
Im Jahr 2018 veröffentlichte der Senat von Berlin einen Generalentwicklungsplan der Stadt. Darin enthalten sind auch Projektideen zur Bebauung einer elf Hektar großen Fläche am Koppelweg, nördlich der Mohriner Allee und des Britzer Gartens gelegen. Die bisher landwirtschaftlich genutzten Flächen sollen zu Bauflächen umgewidmet werden, auf denen Wohnhäuser unterschiedlicher Haustypen mit insgesamt rund 150 Wohnungen, eine Grundschule und Kitas entstehen. Die Flächen befinden sich nur teilweise im kommunalen Besitz, die Privateigentümer sollen aber auch zu entsprechenden Bauprojekten mit einem Anteil an Sozialwohnungen angeregt werden.

## Bevölkerung
| Jahr | Deutsch Rixdorf | Böhmisch Rixdorf | gesamt |
| ---- | --------------- | ---------------- | ------ |
| 1805 | 0376            | 0319             | 0695   |
| 1840 | 2.146           | 0520             | 2.666  |
| 1858 | 3.077           | 1.014            | 4.091  |
| 1871 | 5.996           | 2.129            | 8.125  |

Deutsch- und Böhmisch Rixdorf wurden 1873 zur Gemeinde Rixdorf zusammengeschlossen, die 1899 das Stadtrecht erhielt und 1912 in Neukölln umbenannt wurde. Seit 1920 ist Neukölln ein Ortsteil des Berliner Bezirks Neukölln.
| Jahr | Einwohner |
| ---- | --------- |
| 1880 | 018.729   |
| 1885 | 022.775   |
| 1890 | 035.702   |
| 1895 | 059.945   |
| 1900 | 090.422   |
| 1905 | 153.572   |
| 1910 | 237.289   |
| 1919 | 262.414   |
| 1925 | 271.658   |
| 1930 | 278.208   |

| Jahr | Einwohner |
| ---- | --------- |
| 1935 | 248.658   |
| 1938 | 242.704   |
| 1946 | 213.486   |
| 1950 | 222.533   |
| 1960 | 199.097   |
| 1970 | 159.362   |
| 1987 | 139.930   |
| 1995 | 158.436   |
| 2000 | 146.522   |

| Jahr | Einwohner |
| ---- | --------- |
| 2007 | 149.466   |
| 2010 | 154.066   |
| 2015 | 168.035   |
| 2020 | 164.636   |
| 2021 | 163.852   |
| 2022 | 164.809   |
| 2023 | 163.735   |
| 2024 | 162.548   |

## Sehenswürdigkeiten und Kultur

### Bauwerke
- Alte Post
- Amtsgericht Neukölln
- Bethlehemskirche
- Genezarethkirche
- Geyer-Werke
- Johannes-Basilika
- Magdalenenkirche
- Martin-Luther-Kirche
- Neue Welt (Veranstaltungssaal)[16]
- Philipp-Melanchthon-Kirche
- Rathaus Neukölln
- Schmiede am Richardplatz
- Şehitlik-Moschee
- Stadtbad Neukölln
- Sudhaus der Berliner Kindl-Brauerei (Kindl-Zentrum für zeitgenössische Kunst)

### Parkanlagen, Friedhöfe und Gewässer (Auswahl)
- Anita-Berber-Park
- Böhmischer Gottesacker Rixdorf
- Comenius-Garten
- Grünzug Heidekampgraben
- Herbert-Krause-Park
- Friedhöfe an der Hermannstraße
- Körnerpark
- Lessinghöhe
- Türkischer Friedhof Berlin mit Şehitlik-Moschee
- Volkspark Hasenheide (südlich der Straße Hasenheide, die zu Kreuzberg gehört) mit dem Trümmerfrau-Denkmal von Katharina Szelinski-Singer
- Von-der-Schulenburg-Park mit Märchenbrunnen
- Landwehrkanal
- Neuköllner Schifffahrtskanal
- Britzer Verbindungskanal

Siehe auch: Parks in Neukölln

### Einkaufszentren
- Kindl-Boulevard
- Neukölln Arcaden
- Neucölln Carree
- HermannQuartier am S+U-Bahnhof Hermannstraße
- Neuköllner Tor am S+U-Bahnhof Neukölln

### Kulturelle Einrichtungen und Veranstaltungen
- 48 Stunden Neukölln
- Galerie im Körnerpark[17]
- Heimathafen Neukölln im Saalbau Neukölln[18]
- Karneval der Kulturen[19]
- Museum Neukölln[20]
- Neuköllner Oper[21]
- Puppentheater-Museum Neukölln[22]
- Theater-Café Sowieso[23]
- Werkstatt der Kulturen[24]

## Verkehr

### Öffentlicher Nahverkehr

#### U-Bahn
| Linie U7 - Hermannplatz - Rathaus Neukölln - Karl-Marx-Straße - Neukölln | Linie U8 - Hermannplatz - Boddinstraße - Leinestraße - Hermannstraße |

#### S-Bahn
- Berliner Ringbahn
- Bahnstrecke Berlin-Neukölln–Berlin-Baumschulenweg

| Linien S41, S42, S45, S46, S47 - Hermannstraße - Neukölln | Linien S41, S42 - Sonnenallee | Linien S45, S46, S47 - Köllnische Heide |

#### Buslinien
- M29: U Hermannplatz / Urbanstraße – Grunewald, Roseneck
- M41: Sonnenallee / Baumschulenstraße – S+U Hauptbahnhof über Tunnel Tiergarten Spreebogen
- M43: U Berliner Straße – Stralau, Tunnelstraße
- M44: Buckow-Süd, Stuthirtenweg – S+U Hermannstraße. Nachts weiter als N8 in Richtung Wittenau
- 166: Neukölln, Weisestraße – S Schöneweide / Sterndamm
- 171: U Hermannplatz – S Flughafen BER – Terminal 5 (Schönefeld)
- 194: U Hermannplatz / Karl-Marx-Straße – Marzahn, Helene-Weigel-Platz
- 246: U Friedrich-Wilhelm-Platz – Neukölln, Forsthausallee
- 277: S+U Hermannstraße – Marienfelde, Stadtrandsiedlung
- 377: S Plänterwald – Neukölln, Kranoldstraße

### Individualverkehr
Die längsten und am dichtesten bebauten Straßen durch den Ortsteil sind die Karl-Marx-Straße, die Hermannstraße und die Sonnenallee, die als Ausfallstraßen eine große Bedeutung haben.

### Radverkehr
In Berlin-Neukölln wurde 2017 auf der Weserstraße auf dem Abschnitt zwischen Kottbusser Damm und Reuterplatz die erste Fahrradstraße des Bezirks ausgewiesen. 2018 folgte eine zweite Fahrradstraße, die über das Weigandufer führt. Es existieren Pläne, auch den Abschnitt der Pannierstraße zwischen Weser- und Pflügerstraße als Fahrradstraße umzubauen und damit eine Verbindung mit der Fahrradstraße am Weigandufer herzustellen.

## Bildung
Bereits im 19. Jahrhundert zeigte sich mit dem schnellen Bevölkerungswachstum die Notwendigkeit eines umfangreichen Schulbauprogramms. Gegen Ende des Jahrhunderts waren auf Betreiben des Gemeinderats neben der höheren Bildungsanstalt Städtische Realschule mit Progymnasium jeweils sieben Gemeindeschulen und zwar getrennt nach Knaben und Mädchen errichtet worden. Dazu kam noch je eine Schule der katholischen und der evangelischen Kirchengemeinde sowie eine Fortbildungsschule. Ebenfalls zur Verbesserung der Bildung trugen zwei Volksbibliotheken bei.

## Persönlichkeiten

### Söhne und Töchter Neuköllns
- Daniel Friedrich Wanzlick (1819–1877), Kommunalpolitiker
- Walter Moras (1856–1925), Maler
- Ernst Moritz Geyger (1861–1941), Bildhauer, Maler und Radierer
- Carl Rungius (1869–1959), US-amerikanischer Wildtiermaler deutscher Herkunft
- Otto Franke (1877–1953), Politiker (SED)
- Alfred Schmitt (1888–1976), Sprachwissenschaftler, Phonetiker und Schriftforscher
- Clara Sahlberg (1890–1977), Gewerkschafterin und Widerstandskämpferin
- Gerda von Zobeltitz (1891–1963), Damenschneiderin, eine der ersten anerkannten Transpersonen im späten Kaiserreich und der Weimarer Republik
- Robert Seiler (1891–1971), Maler und Zeichner, Hochschullehrer
- Reinhard Sorge (1892–1916), Schriftsteller
- Max Fechner (1892–1973), Politiker (SED)
- Will Meisel (1897–1967), Tänzer, Komponist und Verlagsgründer
- Gritta Ley (1898–1986), Schauspielerin
- Robert Baberske (1900–1958), Kameramann
- Fritz Bischoff (1900–1945), Kommunist, Widerstandskämpfer gegen den Nationalsozialismus
- Bruno Kühn (1901–1944), Kommunist und Widerstandskämpfer gegen den Nationalsozialismus, Bruder von Lotte Ulbricht
- Lotte Ulbricht (1903–2002), SED-Funktionärin, Ehefrau von Walter Ulbricht
- Walter Bluhm (1904–1976), Schauspieler, Synchron- und Hörspielsprecher
- Maximilian Larsen (1904–1975), Schauspieler, Synchron- und Hörspielsprecher
- Arno Scholz (1904–1971), Journalist, Publizist und Verleger
- Georg Schröder (1904–1944), Widerstandskämpfer, Arbeiter, Sozialdemokrat, Mitglied des Reichsbanners
- Heinz Riefenstahl (1906–1944), Ingenieur
- Charles Schmidt (1906–1971), Politiker (CDU)
- Walter Hübner (1906–1969), SA-Führer
- Gerhard Winkler (1906–1977), Komponist
- Ernst Wilhelm Borchert (1907–1990), Schauspieler sowie Hörspiel- und Synchronsprecher
- Wilhelm Haegert (1907–1994), Ministerialrat und Leiter der Abteilung Propaganda im Reichsministerium für Volksaufklärung und Propaganda sowie SA-Sturmbannführer
- Heinz Lehmann (1907–1985), Historiker und Anglist
- Martin Lehnert (1910–1992), Anglist
- Ferdinand Loll (1910–1986), Widerstandskämpfer gegen den Nationalsozialismus, Polizeioffizier der DDR
- Inge Meysel (1910–2004), Schauspielerin
- Hermann Ludwig (1911–1982), Filmeditor und Produktionsleiter
- Klaus Gysi (1912–1999), DDR-Politiker und Diplomat; Botschafter in Italien, im Vatikan und Malta (1973–1978)
- Friedel Hoffmann (1912–1997), Widerstandskämpferin gegen den Nationalsozialismus und SED-Funktionärin
- Grete Walter (1913–1935), Widerstandskämpferin gegen den Nationalsozialismus
- Alexander Voelker (1913–2001), Politiker, 1980 als Stadtältester von Berlin geehrt
- Erika Bergmann (1915–1996), Aufseherin im KZ Ravensbrück
- Mady Rahl (1915–2009), Schauspielerin
- Irene Walther (1919–1942), Widerstandskämpferin gegen den Nationalsozialismus
- Hans Joachim Ihle (1919–1997), Bildhauer
- Friedrich Wolff (1922–2024), Rechtsanwalt und Vorsitzender des Berliner Anwaltskollegiums in der DDR
- Wolfgang Kieling (1924–1985), Schauspieler und Synchronsprecher
- Gunnar Möller (1928–2017), Schauspieler
- Horst Buchholz (1933–2003), Schauspieler
- Jutta Limbach (1934–2016), Juristin und Politikerin
- Frank Zander (* 1942), Musiker
- Walfriede Schmitt (* 1943), Schauspielerin
- Peter Vogel (* 1947), Pädagoge
- Werner Buchholz (* 1948), Historiker und Hochschullehrer
- Heinz Buschkowsky (* 1948), Bezirksbürgermeister
- Kurt Krömer (* 1974), Kabarettist und Entertainer
- Güner Yasemin Balcı (* 1975), Fernsehjournalistin und Autorin

### Mit Neukölln verbundene Persönlichkeiten
- Bruno Bauer (1809–1882), Theologe und Philosoph
- Daniel Friedrich Wanzlick (1819–1877), Dorfvorsteher von Böhmisch-Rixdorf
- Hermann Boddin (1844–1907), Bürgermeister von Rixdorf
- Gustav Leyke (1851–1910), Kommunalpolitiker
- Hermann Weigand (1854–1926), Stadtbaurat von Rixdorf
- Leo Arons (1860–1919), Physiker, Kommunalpolitiker in Neukölln
- Ernst Moritz Geyger (1861–1941), Bildhauer und Maler, wohnte am Karl-Marx-Platz 16–18
- Curt Kaiser (1865–1940), letzter Oberbürgermeister Rixdorfs, wohnte in der Kaiser Friedrichstraße 64 (heute: Sonnenallee 124)
- Emil Wutzky (1871–1963), Gewerkschafter und Kommunalpolitiker (SPD)
- Reinhold Kiehl (1874–1913), Stadtbaurat von Rixdorf
- Alfred Scholz (1876–1944), Bezirksbürgermeister
- Wilhelm Wittbrodt (1878–1961), Reformpädagoge, Politiker (SPD), Schuldirektor in der Rütlistraße, wohnte in der Anzengruberstraße 3
- Kurt Löwenstein (1885–1939), Politiker (SPD), Reichstagsabgeordneter und Stadtrat in Berlin-Neukölln, Schulreformer, wohnte in der Geygerstraße 3 (Gedenktafel)
- Fritz Karsen (1885–1951), Reformpädagoge, wohnte in der Sonnenallee 79
- Erich Raddatz (1886–1964), Politiker (SPD)
- Lisbeth Wirtson (1887–1977), Schauspielerin und Lehrerin, arbeitete von 1933 bis 1937 als Lehrerin in Berlin-Neukölln
- Franz Künstler (1888–1942), Politiker (SPD, USPD) und Widerstandskämpfer, wohnte in der Elsenstraße 52
- Engelbert Zaschka (1895–1955), Erfinder und Hubschrauber-Pionier
- Kurt Exner (1901–1996), Politiker (SPD)
- Martin Weise (1903–1943), Politiker (KPD) und Widerstandskämpfer, wohnte in der Jonasstraße 42
- Werner Seelenbinder (1904–1944), Ringer und Widerstandskämpfer, trainierte in Neukölln und ist dort bestattet
- Ilse Meudtner (1912–1990), Sportlerin und Tänzerin
- Heinz Kapelle (1913–1941), Politiker (KPD) und Widerstandskämpfer, wohnte in der Weserstraße 168
- Ursula Goetze (1916–1943), Widerstandskämpferin
- Katharina Szelinski-Singer (1918–2010), Bildhauerin
- Horst Bosetzky (1938–2018), Soziologe und Schriftsteller, in Neukölln aufgewachsen
- Traugott Giesen (* 1940), evangelisch-lutherischer Geistlicher und christlicher Autor, wirkte zehn Jahre als Seelsorger in Neukölln
- Ulrich Roski (1944–2003), Liedermacher, lebte in der Kirchhofstraße
- Frank Bielka (* 1947), Politiker (SPD), Bezirksbürgermeister von Neukölln
- Joachim Weckmann (* 1953), Unternehmer
- Michael Wendt (1955–2011), Politiker (Bündnis 90/Die Grünen)
- Stephan Krawczyk (* 1955), Liedermacher und Schriftsteller
- Paul Alfred Kleinert (* 1960), Schriftsteller, Übersetzer und Herausgeber
- Anja Tuckermann (* 1961), Autorin und Journalistin
- Martin Betz (* 1964), Kabarettist
- Tobias O. Meißner (* 1967), Schriftsteller
- Jan Wagner (* 1971), Schriftsteller
- Sebastian Blomberg (* 1972), Schauspieler
- Robin Alexander (* 1975), Journalist
- Jan Jagla (* 1981), Basketballspieler, begann seine Karriere bei TuS Neukölln 1865
- Daniel Zillmann (* 1981), Schauspieler
- Graziella Schazad (* 1983), Singer-Songwriterin
- Ali Bumaye (* 1985), Rapper
- Margarete Stokowski (* 1986), Autorin
- Juju (* 1992), Rapperin
- Alice Phoebe Lou (* 1993), Singer-Songwriterin
- Antonio Rüdiger (* 1993), Fußballspieler

## Neukölln in der Kultur

### Musik
- In Rixdorf is’ Musike von Littke-Carlsen nach der Melodie von Eugen Philippi[27]
- Neuköln von David Bowie und Brian Eno
- Neuköllner Schluckspechtsymphonie in Suffmoll von Freigestirn[28]
- Dit is Neukölln, Lied von Kurt Krömer und Gabi Decker nach der Melodie von I Got You babe (Sonny and Cher)
- Neukölln, Lied von Madeline Juno auf ihrem Album Besser kann ich es nicht erklären

### Film und Fernsehen
- Berlin: Hasenheide, Dokumentarfilm, 2010, Regie: Nana A.T. Rebhan. Berlin:Hasenheide. hasenheidefilm.de; abgerufen am 28. November 2010.
- Berlin-Neukölln, Fernsehfilm, 2002, Regie: Bernhard Sallmann[29]
- Straight, Spielfilm, 2008, Regie: Nicolas Flessa
- Knallhart, Spielfilm, 2006, Regie: Detlev Buck
- Mein 1/4 Blues, Video von Malte Ludin, 38 Minuten
- Moruk, Kurzspielfilm mit Oktay Özdemir und Burak Yiğit, Regie: Serdal Karaça[30]
- Neukölln Unlimited, Dokumentarfilm, 2010, Regie: Agostino Imondi, Dietmar Ratsch[31]
- Das Ende der Geduld, Fernsehfilm, 2014, Regie: Christian Wagner
- 4 Blocks, Serie, 2017, Regie: Marvin Kren
- Sonne und Beton, 2023, Regie: David Wnendt